# SEAL Team Six
Le SEAL Team Six (ST-6) est une unité de l'United States Navy de lutte contre le terrorisme et d'opérations spéciales. Il est également très connu sous son nom de couverture Naval Special Warfare Development Group (NSWDG ou NAVSPECWARDEVGRU, souvent abrégé en DEVGRU). 
La grande majorité des informations concernant cette unité est classifiée et les détails de ses activités ne sont commentés ni par la Maison-Blanche, ni par le département de la Défense des États-Unis. Bien qu'elle soit administrativement liée au Naval Special Warfare Command, elle est opérationnellement commandée par le Joint Special Operations Command.
En 2011, l'unité est remarquée pour l'opération Neptune's Spear, assaut au Pakistan conduisant à la mort d'Oussama Ben Laden.

## Histoire
À la suite de l'échec de l'opération Eagle Claw, en 1980 en Iran, l'état-major américain créa un commandement interarmées pour les opérations de contre-terrorisme et de libération d'otages, le Joint Special Operations Command (JSOC). Celui-ci aurait sous ses ordres la Delta Force, des aéronefs de l'US Army et de l'US Air Force, et un élément de l'US Navy pour les opérations en milieu maritime. Richard Marcinko revendique dans ses mémoires d'avoir orchestré la décision de donner à cet élément la forme d'une unité SEAL indépendante. Marcinko fut désigné comme son premier commandant. C'est lui qui choisit le nom de SEAL Team Six pour l'unité.
Marcinko était un officier vétéran du Viêt Nam haut en couleur. Il menait par l'exemple et les hommes qui l'ont apprécié disent qu'ils étaient prêts à le suivre n'importe où. Mais d'autres le méprisaient comme un fanfaron arrogant. Marcinko sélectionna personnellement les premiers membres de son unité, environ 90 hommes et commença immédiatement un programme d'entraînement intense.
Cette unité était en effet une unité SEAL différente, qui devait maîtriser des compétences nouvelles - et en partie les inventer : assaut de navires en mer et de plates-formes pétrolières, combat en milieux clos, etc. Au lieu de fonctionner en unités de la taille maximale d'une section, le Team Six opérait en équipes d'assaut de trente à quarante hommes (désignées par une couleur), et si l'opération l'exigeait, en plusieurs de ces équipes d'assaut combinées. Les techniques d'infiltration et d'exfiltration furent perfectionnées, notamment les sauts HAHO que l'unité considère comme son point fort. Ses hommes pouvaient approcher un objectif déguisés en civils et, en conséquence, portaient la barbe et ne coupaient pas leurs cheveux de manière réglementaire.

## Organisation
À ses débuts, le SEAL Team Six était organisé en deux équipes d'assaut appelées Blue Team et Gold Team, noms inspirés par la tradition de l'US Navy de créer deux équipages avec ces noms pour chaque sous-marin nucléaire. Une troisième fut créée au printemps de 1983. Pendant longtemps, le SEAL Team Six resta organisé en trois équipes d'assaut (Blue Team, Gold Team et Red Team), ainsi qu'une équipe d'embarcations (Gray Team) et une équipe chargée de la sélection et de l'entraînement des nouveaux opérateurs (Green Team). La Black Team était la cellule des tireurs de précision, qui en temps normal faisaient partie d'une équipe d'assaut. Un article de 1986 rapporte que le SEAL Team Six comptait environ 175 hommes.
Après le 11 septembre, les équipes du SEAL Team Six sont appelées escadrons (squadrons). Chaque escadron a son identité et un insigne. Le Blue Squadron a pour emblème un pavillon à tête de mort et se surnomme « les pirates » ; le Gold Squadron arbore un blason avec un lion et se surnomme « les chevaliers » ; et le Red Squadron possède un guerrier indien d'Amérique comme emblème. Un quatrième escadron d'assaut, le Silver Squadron, a été créé vers 2008 en regroupant des membres des trois autres. Il reçoit pour insigne un mélange des trois symboles. Chacun de ces escadrons est commandé par un commander et compte une cinquantaine d'opérateurs répartis en trois troupes (troops). Chaque troupe est commandée par un lieutenant commander et est elle-même divisée en équipes d'environ six opérateurs dirigées par des officiers mariniers supérieurs. Le Gray Squadron, surnommé « les vikings », pilote les embarcations rapides et les véhicules blindés Pandur de l'unité. Le Black Squadron est désormais une unité spécialisée dans le renseignement et dans la reconnaissance. L'entité responsable de la sélection du personnel est toujours appelée Green Team.

## Opérations

### La Grenade

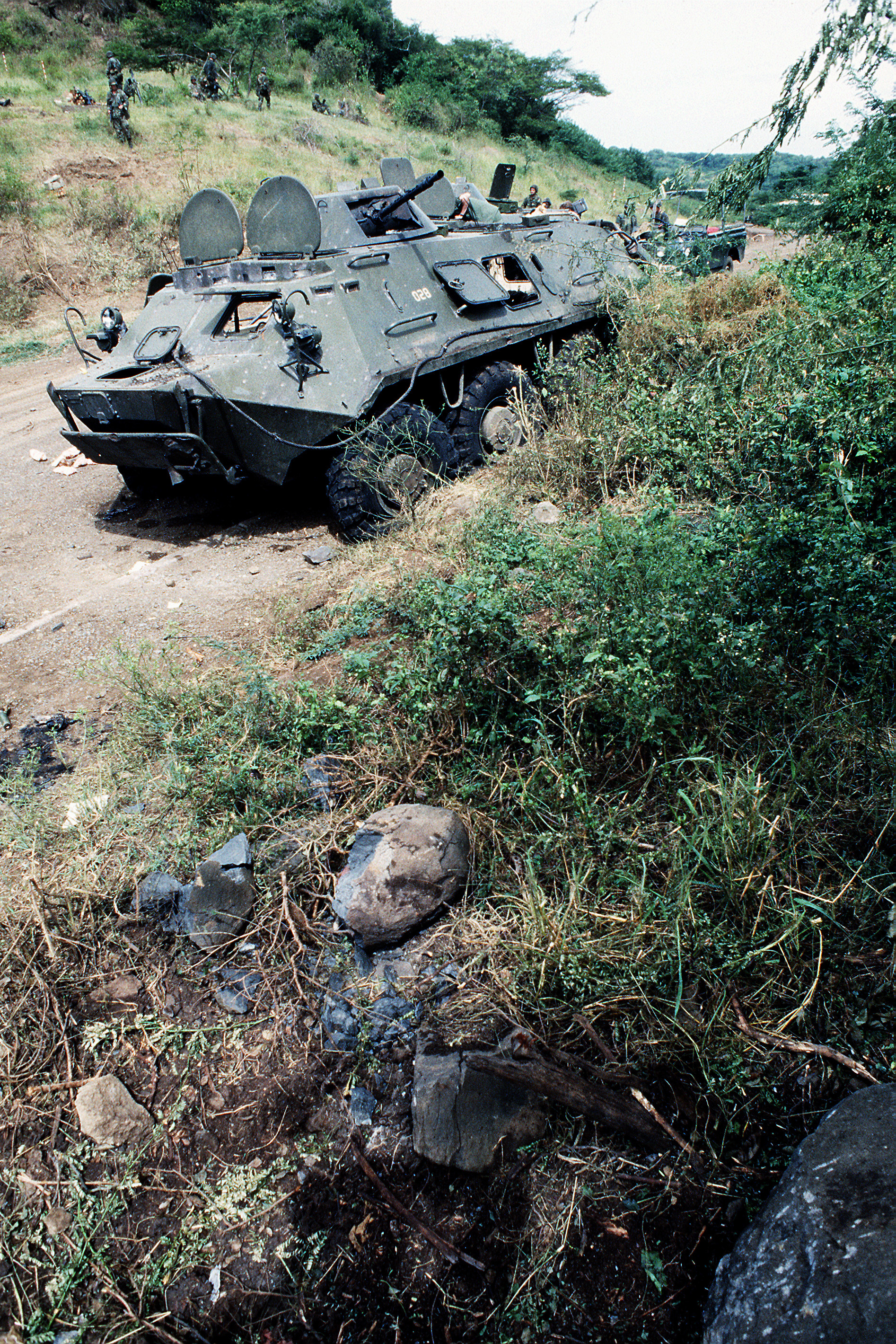
Un BTR-60 grenadin détruit par des forces américaines pendant l'invasion de la Grenade. Des véhicules blindés de ce type posèrent de sérieuses difficultés aux équipes du SEAL Team Six à la résidence du gouverneur général et à la station de radio.

Le SEAL Team Six participa à l'invasion américaine de l'île de la Grenade, nommée opération Urgent Fury. Les deux premières missions des SEAL furent l'extraction du gouverneur général de la Grenade Paul Scoon ainsi que la capture de l'unique tour radio de l'île. La mission ne fut cependant pas correctement préparée et les SEAL firent face à des problèmes dès le début. Lors d'un parachutage en mer au large de l'île, quatre SEAL périrent noyés. Leurs corps ne furent jamais retrouvés.
Le groupe ayant la charge de la résidence du gouverneur général réalisa qu'il avait oublié son équipement de télécommunications satellitaires dans l'hélicoptère. Après que les SEAL eurent été encerclés par des blindés BTR-60 et un nombre non négligeable de troupes grenadiennes et cubaines, leurs seules radios furent à court de batterie. Utilisant la ligne téléphonique de la résidence, les SEAL réussirent à contacter un avion d'appui aérien rapproché Lockheed AC-130. L'équipe fut bloquée dans la résidence toute la nuit puis finalement dégagée et exfiltrée par un groupe de Marines le matin suivant.
L'équipe envoyée à la station de radio connut aussi des problèmes de communication. Dès que les SEAL atteignirent le complexe radio, ils se trouvèrent incapables de mettre en place leur poste de commandement. Après avoir repoussé plusieurs vagues d'assaut de troupes cubaines et grenadines appuyées par des BTR-60, les SEAL constatèrent que leur position était intenable. Ils détruisirent la station radio et se frayèrent un chemin jusqu'à l'eau où ils se cachèrent des patrouilles ennemies lancées à leurs trousses. Quand les recherches furent abandonnées, les blessés nagèrent vers le large et furent récupérés, plusieurs heures après avoir été repérés par un avion de reconnaissance.

### Panama
Lors de l'invasion du Panama en 1989, la Task Force Blue d'une Joint Special Operations Task Force fut constituée d'éléments du SEAL Team Six. La Task Force Blue avait pour mission de fouiller les résidences du dictateur Manuel Noriega dans la zone de Colón et de l'ouest du Panama pour capturer le dictateur, et de délivrer d'éventuels otages.

### Guerre du Golfe
Pendant la guerre du Golfe, un petit élément du SEAL Team Six fut ajouté au sein d'une force opérationnelle du Joint Special Operations Command (JSOC) déployée pour la chasse aux Scuds aux côtés de deux escadrons de la Delta Force.
Le 13 février 1991, un détachement de quatre embarcations rapides du SEAL Team Six fut affecté au Naval Special Warfare Task Group (NSWTG) commandant les forces spéciales navales américaines et koweïtiennes, en remplacement de la Special Boat Unit-12 (SBU-12) dont les embarcations étaient usées par des mois d'opérations. Ce détachement, avec des membres de la SBU-12 en complément, transporta notamment les SEAL lors de leur mission de diversion à Mina Saud.

### Afghanistan

#### Combats du Takur Ghar
Lors de l'opération Anaconda, au cours d'une infiltration, l'officier marinier de première classe Neil Roberts, du SEAL Team Six, tomba d'un hélicoptère quand ce dernier fut touché par des combattants d'Al-Qaïda. Roberts tenta de se défendre en utilisant sa mitrailleuse SAW. Il fut probablement tué environ une heure trente après sa chute. Plusieurs SEAL de son équipe furent blessés en tentant de le secourir, et leur Combat Controller, le sergent John Chapman, fut tué. Les tentatives ultérieures pour secourir le SEAL entraînèrent la mort de cinq autres personnes.

#### Mort de Linda Norgrove, 8 octobre 2010
Le 26 septembre 2010, quatre travailleurs humanitaires, la Britannique Linda Norgrove et trois Afghans, sont enlevés par des talibans dans la province de Kunar, dans l’est de l’Afghanistan. Craignant que Linda Norgrove soit tuée ou déplacée vers le Pakistan, une opération de libération est lancée.
La SEAL Team Six lance un assaut le 8 octobre avant l'aube. Lors de l'attaque, les forces américaines tuent plusieurs ravisseurs et trois agriculteurs locaux. L'otage britannique est grièvement blessée durant l'opération, touchée par une grenade lancée par un commando américain. Elle meurt peu après.

#### Crash du Chinook 6 août 2011
Le 6 août 2011, un hélicoptère CH-47 Chinook s'écrase dans l'est de Kaboul. Ce crash est dû à une attaque à la roquette des talibans. Le nombre de victimes s'élève à 38, dont 17 hommes du SEAL Team Six.

### Pakistan
Le Black Squadron du SEAL Team Six serait notamment chargé des opérations « cross border », franchissant la frontière afghano-pakistanaise pour opérer secrètement dans les zones tribales pakistanaises pour y cibler les camps terroristes qui s'y trouvent. Une seule de ces opérations a été connue avec quelques détails, lorsqu'un raid près de Angor Adda dans le Waziristan du Sud le 3 septembre 2008 a été suivi de protestations de la part des autorités pakistanaises.

#### Opération finale contre Ben Laden
Le 1er mai 2011, un commando héliporté du Red Squadron du Naval Special Warfare Development Group venu d'Afghanistan a effectué un raid sur la résidence fortifiée d'Oussama Ben Laden à Abbottabad au Pakistan et l'a tué ainsi que deux autres membres de sa famille et deux collaborateurs. L'un des deux hélicoptères utilisé a été détruit et évacué (à l'exception de la poutre de queue), et le commando emportant le corps de Ben Laden a quitté les lieux à bord de l'hélicoptère restant.

### Opérations en Somalie

#### Libération du capitaine Richard Phillips, 12 avril 2009
À la suite de la prise d'otage du Maersk Alabama par des pirates somaliens au large d'Eyl, les hommes de la Team Six neutralisent les pirates à bord du bateau de sauvetage du MV Maersk Alabama avec lequel ils avaient pris la fuite, retenant en otage le capitaine Richard Phillips. L'intervention se solde par la mort de trois preneurs d'otage, la capture de leur chef et la libération du capitaine.

#### Libération d'otages à terre, 24 janvier 2012
Une vingtaine de commandos de la Team Six des SEAL a été parachutée au milieu de la nuit du 24 au 25 janvier, près du village somalien de Galkayo. Ils ont libéré en quelques minutes deux otages, le Danois Poul Hagen Thisted et l'Américaine Jessica Buchanan, deux humanitaires kidnappés le 25 octobre 2011.

### Opérations au Yémen

#### Libération d'otages à terre, 26 novembre 2014
Une équipe de la Team Six des SEAL a sauvé huit otages détenus dans une grotte par al-Qaïda dans la péninsule arabique dans une partie reculée du nord du Yémen. Un responsable yéménite a déclaré que cinq autres otages dont un journaliste américain qui était aussi un objectif du raid avait été déplacé ailleurs quelques jours avant la mission de sauvetage ne soit lancée. Un responsable américain a confirmé qu'environ deux douzaines de forces d'opérations spéciales US et une équipe de troupes antiterroristes yéménites ont effectué une descente près de la frontière avec l'Arabie saoudite et ont sauvé six Yéménites, un Saoudien et un Éthiopien. Huit terroristes ont été tués pendant l'opération.

## Équipement
Dès ses débuts, le SEAL Team Six a eu une grande liberté pour choisir son équipement, choix qui ont parfois précédé leur adoption par les autres unités SEAL. 

### Armement
À sa création, l'arme de poing choisie par l'unité est le revolver Smith & Wesson Model 66 en .357 Magnum et l'arme d'épaule pour les assauts est le HK MP5 (MP5A3, version silencieuse MP5SD3, version courte MP5K utilisée dissimulée dans une valise pour la protection rapprochée), dont le reste des SEAL sera équipé à partir de 1984. 
L'unité suivit les tests de pistolets faits par les forces armées et adopta la gamme Beretta 92 (Beretta 92S-1 à partir de 1982 puis 92F, alias M9, à partir de 1985). Le revolver Smith & Wesson Model 686 remplace le Model 66 à partir de janvier 1984. Au début de 1987, le Team Six s'équipe en Sig-Sauer P226, qui sera commandé pour équiper tous les SEAL l'année suivante à la suite de ruptures de glissières sur les Beretta.
Côté mitrailleuses, outre la classique M60, le SEAL Team Six a acquis un nombre limité de HK21 durant sa première année d'existence. Lors de l'invasion de la Grenade en 1983, ses membres disposaient également d'un fusil de précision calibre 12,7 mm RAI 500 et de quelques lance-grenades antichars RAW (Rifleman's Assault Weapon (en)) se fixant sous fusil. 
Selon « Mark Owen » lorsqu'il entra au SEAL Team Six en 2004, il fut doté des armes suivantes :
- un pistolet Sig-Sauer P226
- un pistolet H&K 45C
- un pistolet-mitrailleur HK MP7
- un fusil HK416 avec canon de 10 pouces (25 centimètres) de longueur équipé d'un silencieux et d'un viseur point rouge EOTech doublé d'un grossissement 3x, et un autre pour le tir à plus longue distance équipé d'un canon de 14 pouces (35 centimètres), d'une lunette de visée nocturne 2,5x10, d'un silencieux, d'un pointeur laser et d'un viseur thermique amovible
- un lance-grenades M79 raccourci

## Critiques
Les méthodes de l'unité ont été mises en cause dans des enquêtes. En 2015, le New York Times diffuse une longue enquête, comme The Intercept en 2017, dévoilant notamment les « bavures » commises par des « soldats pratiquement livrés à eux-mêmes ». Le secret autour des opérations de la SEAL Team Six rend difficile toute évaluation.
L'utilisation massive de l'unité entre 2006 et 2008 conduit à faire de l'acte de tuer une routine. Plusieurs bavures sont commises : en 2009 huit étudiants sont tués lors d'une mission ratée en Afghanistan. La mort de Linda Norgrove est le fait d'un jeune soldat inexpérimenté qui est retiré de l'unité en guise de sanction. En 2011, lors d'un assaut contre des pirates, un soldat américain tue un pirate de 91 coups de couteau en représailles à la mort de quatre otages. L'unité est néanmoins soutenue politiquement largement, notamment par ce qu'elle offre un coût économique intéressant,.